# Nieuw-Zeelandse verkiezingen 2008
De Nieuw-Zeelandse verkiezingen van 2008 zouden de samenstelling van het 49ste Nieuw-Zeelandse parlement bepalen. De verkiezingen werd op 8 november 2008 gehouden. De oppositiepartij National Party, sinds 27 november 2006 geleid door John Key, was volgens de peilingen de grootste kanshebber om de verkiezingen te winnen, en won de verkiezingen ook. De partij had in de peilingen een grote voorsprong op de huidige Labour Party-regering onder leiding van premier Helen Clark. De kleinere partijen zouden waarschijnlijk veel invloed hebben op de regeringsformatie, vanwege het gemixte proportionele kiessysteem in Nieuw-Zeeland. Op 3 februari 2008 hadden John Key en Helen Clark de campagnestrijd geopend met een speech, waarin ze allemaal de nadruk hebben gelegd op jongerenzaken.

## Achtergrond
Op 12 september schreef premier Helen Clark nieuwe verkiezingen uit. Haar centrumlinkse minderheidskabinet werd geplaagd door economische recessie en politieke schandalen. Op 29 augustus trad de minister van Buitenlandse Zaken Winston Peters af vanwege beschuldigingen van het aannemen van illegale gelddonaties. Er kwam een parlementair onderzoek tegen Peters. De coalitie was voor het regeren mede afhankelijk van de steun van de partij van ex-minister Peters. In de peilingen ging de centrumrechtse National Party ruim aan kop.
De verkiezingscampagne werd gedomineerd door de mondiale financiële crisis die ook Nieuw-Zeeland in haar greep hield. Premier Clark gaf aan dat het in deze tijden niet verstandig zou zijn 'van paard te wisselen'. Key pochte dat hij als valutahandelaar in het buitenland de juiste ervaring had opgedaan om de crisis in toom te houden. De opkomst bij de verkiezingen was hoog. Nadat de verkiezingsuitslag bekend werd gemaakt, bleek dat de Labour-partij van Helen Clark de verkiezingen hadden verloren. Haar partij kreeg 34 procent van de stemmen. De Nationale Partij van oppositieleider John Key kwam als winnaar uit de bus met 45 procent van de stemmen. Key krijgt daardoor 58 zetels in het 122 zetels tellende parlement en heeft daardoor samen met de partijen die hem steunen een meerderheid. Door het uitblijven van een absolute meerderheid waren de conservatieven namelijk gedwongen een coalitieregering te vormen met kleine partijen. Mogelijk was daarbij een rol weggelegd voor de Maori-partij, die zo'n vijftien procent van de bevolking in Nieuw-Zeeland vertegenwoordigt.

## De politieke partijen
- Labour: een sociaaldemocratische partij met sociaal-liberale trekjes. Het is een van de twee grootste partijen in Nieuw-Zeeland sinds 1935. Het is op dit moment de grootste politieke partij, met 50 van de 121 zetels in het parlement. De partij wordt geleid door Phil Goff.
- National Party: een centrumrechtse liberaal-conservatieve partij, geleid door John Key. Qua zetelaantal in het parlement is het de grootste partij van het land.
- New Zealand First: een anti-immigratie partij, met nationalistische en conservatieve trekjes. De partijleider is Winston Peters, de huidige minister van Buitenlandse Zaken.
- Green Party of Aotearoa New Zealand: vooral gericht op groene politiek, samen met linkse politiek, bestaande uit progressieve sociale politiek, pacifisme en linkse economische politiek. De partij wordt geleid door Jeanette Fitzsimons en Russel Norman.
- Māori Party: deze partij is gericht op Māori-zaken, en wordt geleid door Tariana Turia en Pita Sharples. De partij is op 7 juli 2004 opgericht door oud-Labourleden.
- United Future New Zealand: is een centrumpartij die onderdeel uitmaakt van de coalitie. De partij wordt geleid door Peter Dunne, een minister uit het kabinet.
- ACT New Zealand: een politieke partij die zich focust op een vrije markt. De huidige leider is Rodney Hide die opkomst voor "individuele vrijheid en persoonlijke verantwoordelijkheid". De ideologieën zijn het klassiek-liberalisme en het neoconservatisme.
- New Zealand Progressive Party: een progressieve partij in Nieuw-Zeeland. Ze maakt deel uit van de regering, en is linkser dan de Labourpartij. De partij heeft een zetel in het parlement, en dat is partijleider Jim Anderton.

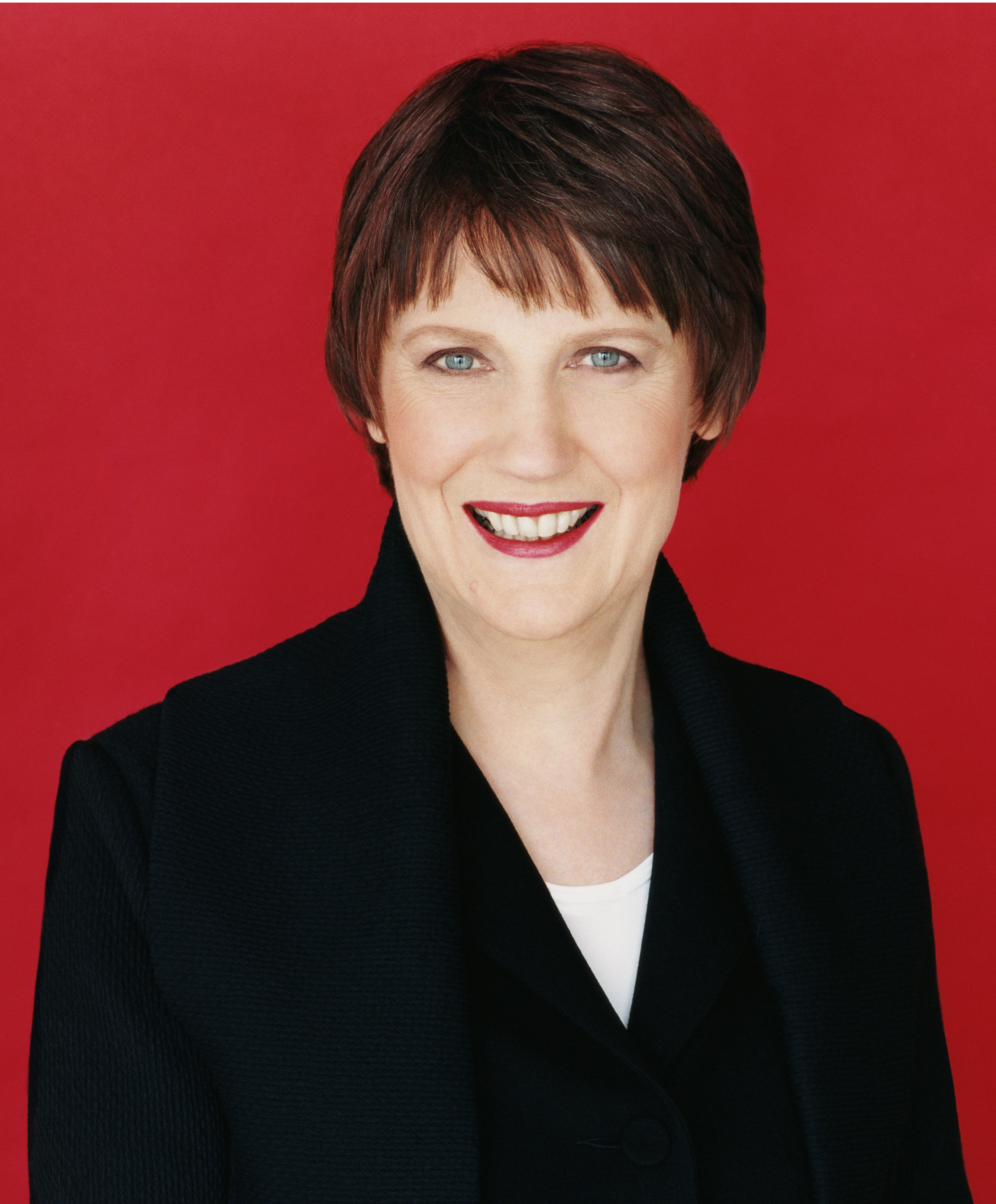
Helen Clark (Labour)
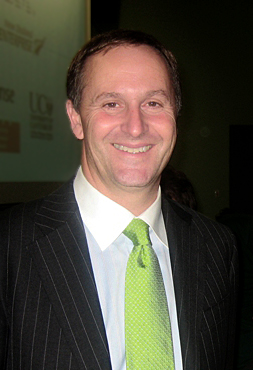
John Key (National Party)

## Verkiezingen 2005

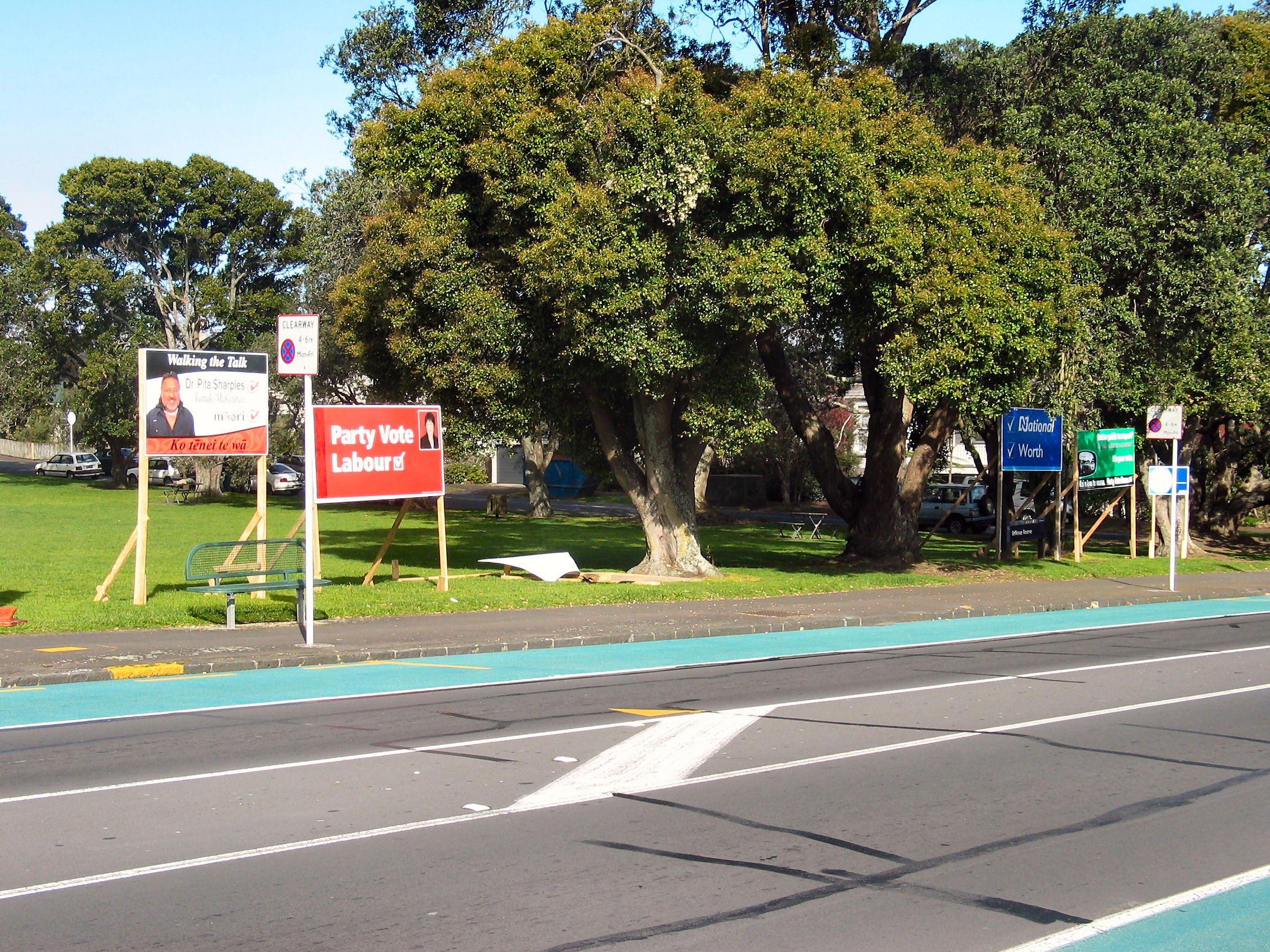
Billboards tijdens de verkiezingscampagne in 2005

| Partij                              | Aantal stemmen | %      | +/- stemmen | Zetels | +/- zetels |
| ----------------------------------- | -------------- | ------ | ----------- | ------ | ---------- |
| Labour Party                        | 935.319        | 41,1%  | -0,2%       | 50     | -2         |
| National Party                      | 889.813        | 39,1%  | +18,0%      | 48     | +21        |
| New Zealand First                   | 130.115        | 5,7%   | –4,7%       | 7      | –6         |
| Green Party of Aotearoa New Zealand | 120.521        | 5,3%   | -1,7%       | 6      | +3         |
| Māori Party                         | 48.263         | 2,1%   | +2,1%       | 4      | +4         |
| United Future New Zealand           | 60.860         | 2,7%   | -4,0%       | 3      | –5         |
| ACT New Zealand                     | 34.469         | 1,5%   | -5,6%       | 2      | -7         |
| Progressive Party                   | 26.441         | 1,2%   | -0,5%       | 1      | -1         |
| Overige partijen                    | 29.828         | 1,3%   |             | 0      | 0          |
| Totaal                              | 2.275.629      | 100,0% |             | 121    | +1         |
| Ongeldige stemmen                   | 10.561         |        |             |        |            |
| Totaal aantal stemmen               | 2.286.190      |        |             |        |            |

## Peilingen
| | Datum             | Labour | National | NZ First | Māori Party | Greens | ACT  | United Future | Progressive |
| --- | ----------------- | ------ | -------- | -------- | ----------- | ------ | ---- | ------------- | ----------- |
| Uitslag verkiezingen 2005                                                                                         | 17 september 2005 | 41,1%  | 39,1%    | 5,7%     | 2,1%        | 5,3%   | 1,5% | 2,7%          | 1,2%        |
| Herald DigiPoll                                                                                                   | 28 oktober 2007   | 38,8%  | 51,2%    | 1,8%     | 1,8%        | 5,4%   | 0,2% | 0,2%          | -           |
| Roy Morgan Research                                                                                               | 28 oktober 2007   | 40,5%  | 45%      | 3,5%     | 1,5%        | 6,5%   | 1%   | 1,5%          | -           |
| Roy Morgan Research                                                                                               | 11 november 2007  | 34%    | 48%      | 5,5%     | 2,5%        | 7,5%   | 1%   | 1%            | -           |
| Roy Morgan Research                                                                                               | 17 november 2007  | 40%    | 45%      | 3%       | 3%          | 5%     | 1%   | 1%            | 0%          |
| Fairfax Media Poll                                                                                                | 25 november 2007  | 35%    | 48%      | 5%       | 2.5%        | 6,5%   | 1,5% | 0,5%          | 0,5%        |
| Herald DigiPoll                                                                                                   | 26 november 2007  | 38,1%  | 51,3%    | 2,1%     | 3%          | 3,5%   | 0,7% | 0,4%          | 0,3%        |
| Roy Morgan Research                                                                                               | 9 december 2007   | 34,5%  | 47,5%    | 5%       | 2%          | 6%     | 1,5% | 0,5%          | 0,5%        |
| TV3-TNS | 13 december 2007  | 36%    | 51%      | 2,2%     | 2,8%        | 4,8%   | 0,9% | 0,7%          | -           |
| One News-Colmar Brunton                                                                                           | 13 december 2007  | 35%    | 54%      | 2,2%     | 1,7%        | 4,6%   | 0,8% | 0,5%          | 0,1%        |
| Roy Morgan Research                                                                                               | 20 januari 2008   | 33,5%  | 52%      | 3,5%     | 2%          | 6,5%   | 1%   | 0,5%          | 0,5%        |
| TV3-TNS | 30 januari 2008   | 35%    | 49%      | 3%       | 3%          | 7%     | 0,5% | 0,5%          | -           |
| 29 januari, 30 januari, 2008 - John Key en Helen Clark starten hun campagnejaar met toesprake over jongerenzaken. |                   |        |          |          |             |        |      |               |             |
| Roy Morgan Research                                                                                               | 3 februari 2008   | 36,5%  | 45,5%    | 4%       | 2%          | 9%     | 2%   | 0,5%          | 0,5%        |
| One News-Colmar Brunton                                                                                           | 14 februari 2008  | 34%    | 53%      | 1,7%     | 3,3%        | 6%     | 0,9% | 0,2%          | -           |
| Roy Morgan Research                                                                                               | 17 februari 2008  | 32,5%  | 51,5%    | 3%       | 3%          | 8%     | 0,5% | 0,5%          | 0,5%        |
| Fairfax Media-Nielsen                                                                                             | 19 februari 2008  | 32%    | 55%      | 3%       | 2%          | 6%     | 1%   | 0%            | 0%          |
| TV3-TNS | 26 februari 2008  | 35%    | 51%      | 3%       | 2%          | 7%     | 1%   | 0,1%          | 0,1%        |
| Herald DigiPoll                                                                                                   | 28 februari 2008  | 36,5%  | 54,5%    | 2,1%     | 1,5%        | 4,4%   | 0,4% | 0,4%          | 0%          |
| Roy Morgan Research                                                                                               | 2 maart 2008      | 35%    | 49,5%    | 4%       | 2%          | 7%     | 1%   | 0,5%          | 0,5%        |
| One News-Colmar Brunton                                                                                           | 13 maart 2008     | 35%    | 50%      | 2,5%     | 3,3%        | 7%     | 0,9% | 0,3%          | 0,1%        |
| | Datum             | Labour | National | NZ First | Māori Party | Greens | ACT  | United Future | Progressive |

## Uitslagen
| Partij            | Stemmen   | Percentage | Verschil | Zetels (kiesdistrict) | Zetels (lijst) | Zetels (totaal) | Zetelverschil |
| ----------------- | --------- | ---------- | -------- | --------------------- | -------------- | --------------- | ------------- |
| National Party    | 1.053.398 | 44,93%     | +5,83%   | 41                    | 17             | 58              | +10           |
| Labour            | 796,880   | 33,99%     | -7,11%   | 21                    | 22             | 43              | -7            |
| Green Party       | 157.613   | 6,72%      | +1,42%   | 0                     | 9              | 9               | +3            |
| ACT               | 85.496    | 3,65%      | +2,14%   | 1                     | 4              | 5               | +3            |
| Māori Party       | 55.980    | 2,39%      | +0,27%   | 5                     | 0              | 5               | +1            |
| Progressive Party | 21.241    | 0,91%      | -0,25%   | 1                     | 0              | 1               | 0             |
| United Future     | 20.497    | 0,87%      | -1,80%   | 1                     | 0              | 1               | -2            |
| Overige           | 153.461   | 6,55%      | +5,23%   | 0                     | 0              | 0               | -7            |
| Totaal            | 2.344.566 | 100,0%     |          | 70                    | 52             | 122             | +1            |
|                   |           |            |          |                       |                |                 |               |
| Ongeldige         | 31.914    |            |          |                       |                |                 |               |
| Opkomst           | 2.376.480 | 79,46%     | -1,46%   |                       |                |                 |               |